# Friterie
« Fritkot » redirige ici. Pour la série télévisée, voir Fritkot (série télévisée).

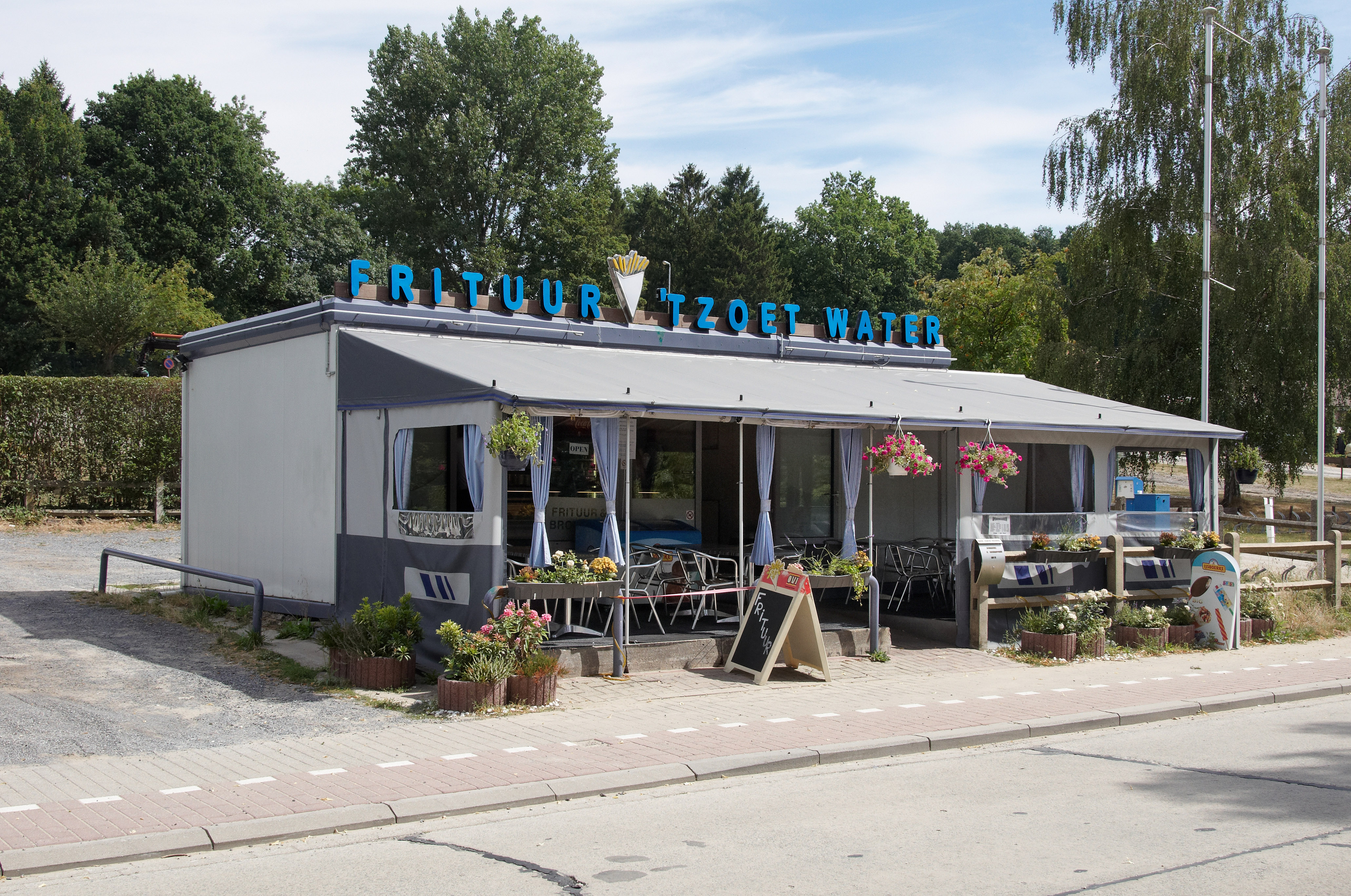
Une friterie.

Une friterie, aussi appelée friture ou baraque à frites, est, en Belgique, dans le nord de la France et au Québec, un endroit où l'on sert des frites et des « snacks » : boulettes (ou boulets à Liège), fricadelles, cervelas, additionnés ou non de sauce d'accompagnement. Les friteries sont originaires de Belgique, ces lieux de restauration sont résidentiels ou mobiles. Les premières friteries étaient souvent mobiles. Ce n'est qu'après la Seconde Guerre mondiale que les friteries fixes sont devenues plus visibles dans la rue. La (suif) graisse de bœuf est utilisée pour la cuisson des frites en Belgique et dans le nord de la France (surtout sous la marque Blanc de bœuf).

## Dénomination
Traditionnellement, les friteries belges, aussi parfois appelées fritures dans la partie francophone de la Belgique, et frietkot ou frituur dans la partie néerlandophone, étaient essentiellement des baraques ou des caravanes mobiles qui restaient à demeure sur la voie publique avec l'accord des autorités. Le terme frietkot / fritkot se répand progressivement au XXIe siècle tant en Flandre qu'à Bruxelles (dont il est originaire). Fritüre, terme français vieilli avec orthographe germanique, se rencontre dans les Cantons de l'Est.
Dans le nord de la France (Hauts-de-France), le terme de baraque à frites est souvent utilisé pour désigner les friteries.
Les établissements similaires sont appelés « stand » à patates,, cabane (ou roulotte) à patates frites au Québec et camions-bars à La Réunion.

## Service

### En Belgique

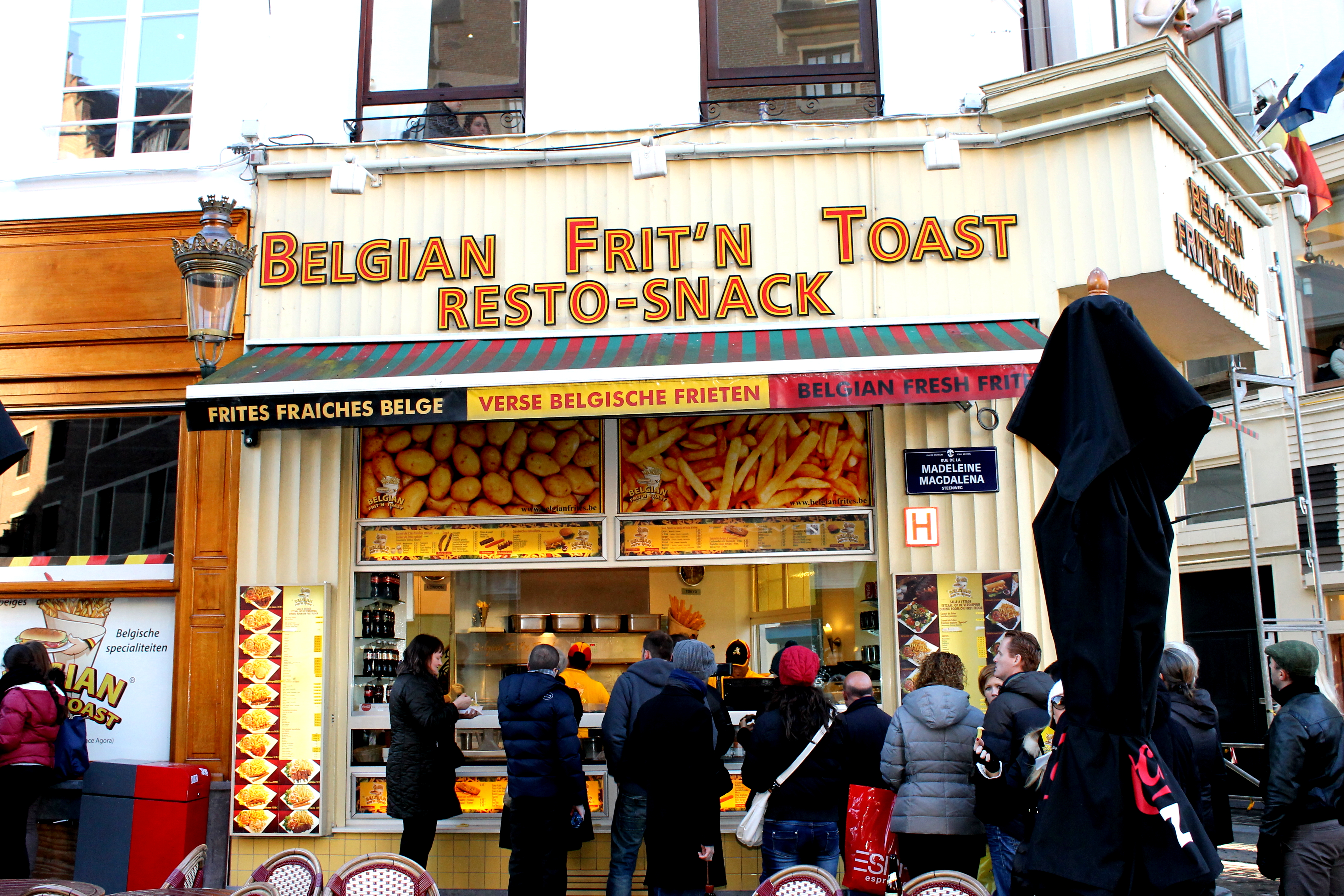
Une friterie à Bruxelles.

En Belgique, jusqu'au début des années 1980, les frites étaient servies en sachet conique, la base du sachet étant en papier sulfurisé, entouré d'une feuille A3 de papier alimentaire blanc. La mayonnaise, ou la moutarde (parce qu'elle était gratuite), était servie directement sur les frites.
On se rendait également « à la friture » avec un plat et un essuie de vaisselle. Le friturier mettait le plat à chauffer sur le dessus de sa friteuse, puisait dans sa réserve de frites, réaugmentait le gaz sous le second bac et y versait une quantité de frites suffisante pour remplir le plat.
À Liège, on sert des boulets sauce lapin.

## Musée
À Anvers, le fritkot Max a hébergé des années durant le Frietkotmuseum, musée des baraques à frites, créé par Paul Ilegems, professeur d'histoire de l'art et d'art contemporain à l'Académie royale des beaux-arts d'Anvers. Paul Ilegems a réuni et suscité une collection impressionnante d'œuvres d'art traitant de la frite : une centaine de tableaux, dessins, sculptures, objets et photos d'artistes belges comme Jan Bucquoy.
Cette collection fait maintenant partie du Musée de la frite situé à Bruges.

## Évolution auXXesiècle

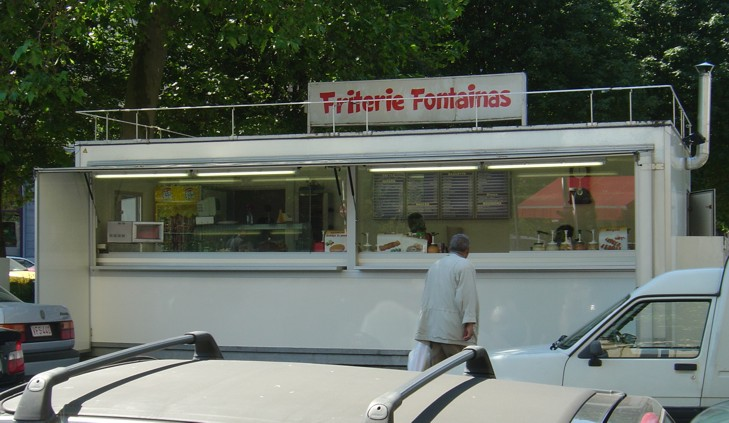
Une friterie typique à Bruxelles

Les friteries mobiles disparaissent peu à peu : certains frituriers ont préféré le confort d'un immeuble, d'autres se sont vu priver de l'autorisation de stationnement administrative. En 2007, Deux communes flamandes ont même interdit purement et simplement toutes les friteries sur la voie publique. Dans le Nord-Pas-de-Calais, la même tendance se dessine avec le déménagement des baraques à frites dans des immeubles. Les friteries restent néanmoins très présentes dans les kermesses, les marchés ou les foires (voir foire de Liège).

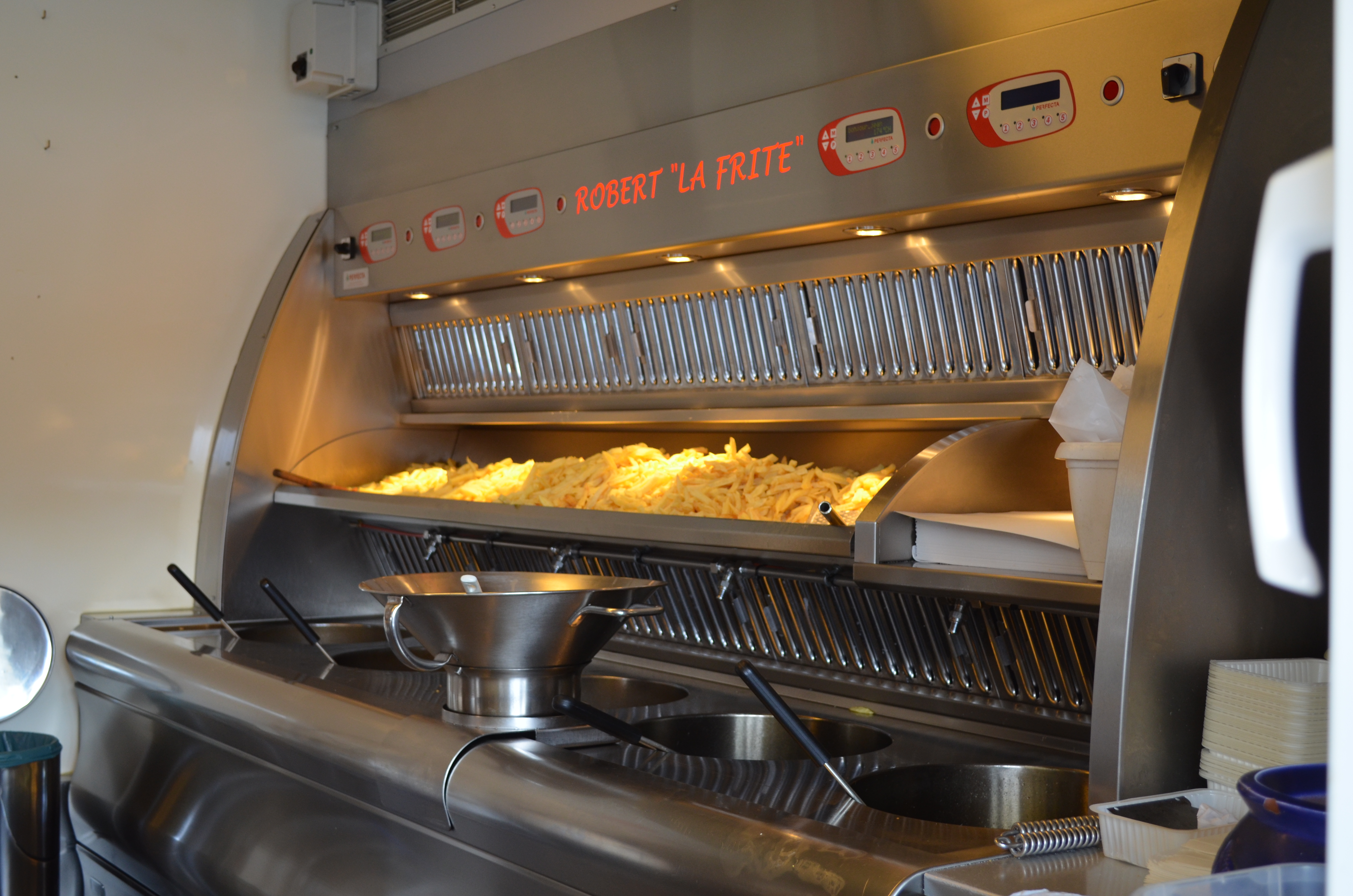
Équipement moderne d'une friterie.

Le film Bienvenue chez les Ch'tis de Dany Boon sorti en 2008 et la baraque à frites « Chez Momo », emblème du film, sont à l'origine de la relance de la vente de baraques à frites dans le Nord de la France et en Belgique, et s'exporte même hors de la Belgique et du nord de la France,.
90 % des friteries de la région Nord-Pas-de-Calais sortent des ateliers Sofinor à Bois-Grenier.
Un pickup Toyota HZJ 79 Ch'Ti Friterie est inscrit sous le numéro 400 au Rallye Dakar 2009 se déroulant en Argentine et au Chili. Tout en participant au même titre que les autres véhicules à la course, il est également équipé d'un module permettant de servir des frites et fricadelles cuites sur place à l'étape.

## Héritage culturel immatériel
Le 10 janvier 2014, la Région flamande reconnaît les friteries en tant qu'héritage culturel immatériel. Une reconnaissance identique est accordée par la Communauté française de Belgique le 23 novembre 2016. La Communauté germanophone de Belgique doit encore admettre la culture du fritkot comme patrimoine immatériel pour qu'une candidature soit ensuite envisageable auprès de l'Unesco.

## Métier
Le frituriste effectue un travail pénible en raison des longues heures passées dans la chaleur des bains d'huile. En Belgique néerlandophone, ce travail est de plus en plus abandonné par les Flamands au profit des personnes d'origine étrangère ce qui explique qu'en 2012, le mot frietchinees (friturier chinois) ait été choisi comme « nouveau mot flamand de l'année » lors de l'enquête annuelle menée par l'éditeur du Van Dale Groot woordenboek van de Nederlandse taal et la VRT auprès des Flamands.